# 1996 XG9
1996 XG9 är en asteroid i huvudbältet som upptäcktes den 2 december 1996 av den belgiske astronomen Thierry Pauwels i Uccle.
Den tillhör asteroidgruppen Dora.